# Adriaan Grobben

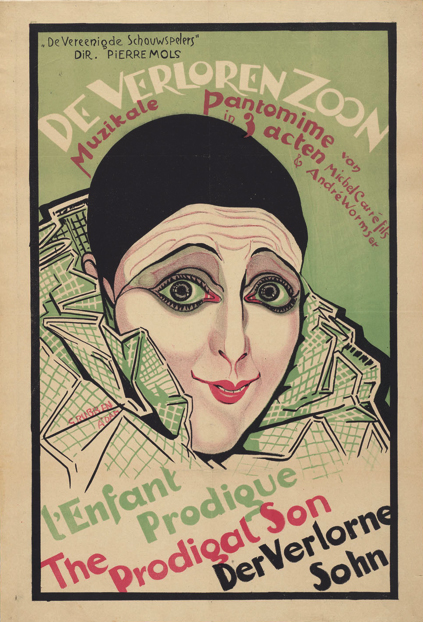
Affiche voor de uitvoering van "De Verloren Zoon" gemaakt door Adriaan Grobben in 1928

Adrianus Frederikus (Adriaan) Grobben (Voorburg, 6 juni 1888 – Amsterdam, 17 januari 1940) was een Nederlandse decorontwerper voor theaterrevues.

## Leven en werk
Grobben werd in 1888 te Voorburg geboren als Adrianus Fredericus zoon van de wagenmaker Johannes Fredericus Grobben en Christina Maria van Roon. Grobben wordt beschouwd als een belangrijke decorontwerper in de periode voorafgaand aan de Tweede Wereldoorlog, een tijd die wordt gezien als een hoogtijperiode van de Nederlandse revue. Hij ontwierp decors en kostuums voor theaterrevue- en operettevoorstellingen. Zo heeft hij onder meer decorontwerpen gemaakt voor de Nationale Revue van René Sleeswijk en Bob Peters met onder anderen zanger en conferencier Lou Bandy. Ook heeft hij decors ontworpen voor de bonte dinsdagavondtrein, een revue van de AVRO, en de Snip & Snap Revue van René Sleeswijk met het duo Willy Walden en Piet Muijselaar. Verder heeft hij ontwerpen gemaakt voor theaterinterieurs en decoraties voor het Tuschinski Theater in Amsterdam en het daarin gevestigde cabaret La Gaieté. Zijn decoratelier was gevestigd in de zolders van Theater Carré in Amsterdam. Verder heeft hij affiches voor theaterrevues gemaakt.
Naast het theaterwerk heeft Grobben ook veel vrije ontwerpen, schetsen en reclametekeningen gemaakt. Voor de periode dat Grobben werkte als decorontwerper, heeft hij enige tijd in Parijs doorgebracht.
Hij trouwde op 24 augustus 1922 in Amsterdam met Johanna Antonia Lamberta Somers (1892-1984). Uit dit huwelijk werd een dochter geboren: Christina Francisca Paulina Grobben (1923-2004). Zij liet na haar overlijden circa 260 theaterontwerpen en tekeningen van haar vader na aan het Theater Instituut Nederland in Amsterdam. Begin 2005 heeft het Theater Instituut een tentoonstelling georganiseerd die gewijd was aan de decor- en kostuumontwerpen van Grobben.